# Pablo Campos Palacín
Pablo Campos Palacín (Cordobilla de Lácara, Badajoz, 1951) és un professor, escriptor i investigador espanyol dedicat principalment a l'estudi del medi ambient i les repercussions que té en l'economia.
Va ser professor a la Universitat Complutense de Madrid entre el 1981 i el 1986, doctorat en Ciències Econòmiques el 1983. Des del 2007 que és vicedirector de l'Institut de Polítiques i Béns Públics (IPP) del Consell Superior d'Investigacions Científiques, on també hi treballa com a investigador i responsable del Grup de Recerca en Economia Ambiental. Les seves recerques se centren en els mètodes multidisciplinaris de valoració ambiental, economia dels sistemes agroforestals mediterranis, amb focus en la devesa i en les muntanyes de suredes, amb la finalitat d'arribar a un estudi teòric que permeti la implantació d'una comptabilitat nacional ambiental segons els acords de Nagoya del 2010.
Pablo Campos Palacín és, a més, membre del Grup de Recerca d'Economia Ambiental de la Facultat de Ciències Econòmiques i Empresarials de la Universitat Complutense de Madrid; i va ser investigador visitant de les universitats tecnològiques de Lisboa (1987), Londres (1989-1990), Reading (1989), Pàdua (1999) i Berkeley (2001), i editor associat (1999-2011) de Forest Systems i membre del London Group on Environmental Accounting.El seu interès i recerca per l'ambient natural el va portar a la fundació de l'Associació Hispano-Portuguesa d'Economia dels Recursos Naturals i Ambientals (AERNA), de la qual ha estat president del 2002 al 2008.
Ha participat en 49 projectes d'I+D tant públics com amb empreses privades i compta amb multitud de publicacions. La seva obra es fa pública a la societat mitjançant la divulgació de coneixements en defensa del patrimoni ambiental i cultural.
Ha rebut nombrosos reconeixements, entre els quals hi ha el Premi d'Assaig L'Europeu (1982), el Premi Vida Sana (1983), el Premi Nacional Lucas Mallada d'Economia i Medi Ambient (2002), la Medalla d'Or d'Arroyo de la Luz (2009) i la Medalla d'Or d'Extremadura (2009)